# Argyrolobium campicola
Argyrolobium campicola är en ärtväxtart som beskrevs av Hermann August Theodor Harms. Argyrolobium campicola ingår i släktet Argyrolobium och familjen ärtväxter. Inga underarter finns listade i Catalogue of Life.